# مارك فليكين
مارك فليكين (مواليد 13 يونيو 1993) هو لاعب كرة قدم هولندي يلعب في مركز حارس المرمى في نادي فرايبورغ.

## روابط خارجية
- مارك فليكين على موقع الاتحاد الأوربي (الإنجليزية)
- مارك فليكين على موقع قاعدة بيانات كرة القدم.إي يو (الإنجليزية)
- مارك فليكين على موقع Soccerbase.com (لاعب) (الإنجليزية)
- مارك فليكين على موقع Soccerway.com (الإنجليزية)
- مارك فليكين على موقع عالم كرة القدم.نت (الإنجليزية)